# Ţ
Ţ (gemen: ţ) är den latinska bokstaven T med cedilj. Bokstaven används i det gagauziska alfabetet för att beteckna ljudet t͡s (samma som den kyrilliska bokstaven Ц).